# Pascal Razakanantenaina
Pascal Razakanantenaina (Mahajanga, 19 aprile 1987) è un calciatore malgascio, centrocampista del Saint-Pierroise e della nazionale malgascia.